# John Dawson Dewhirst
John Dawson Dewhirst (Jesmond, 1952 – Cambogia, agosto 1978) è stato un insegnante britannico. Era anche un velista amatoriale e uno dei nove occidentali divenuti noti al grande pubblico per essere caduti vittime del regime degli khmer rossi.

## Primi anni
Dewhirst nacque nel distretto di Jesmond, presso Newcastle upon Tyne nel 1952. Suo padre era preside, mentre sua madre aveva un negozio di antiquariato. Nel 1963, all'età di 11 anni, la famiglia Dewhirst si spostò in Cumbria. Mentre cresceva in Cumbria, Dewhirst si appassionò allo sport, in modo particolare alle attività all'aria aperta. Passò buona parte della sua gioventù avventurandosi per le campagne di Cumbria.
Presso la Appleby Grammar School, Dewhirst sviluppò anche una passione per la poesia e asirava a diventare romanziere. Dopo aver completato gli studi, vinse una borsa di studio inglese per poter studiare alla Loughborough University. Mentre studiava presso la Loughborough University, fece esperienza come insegnante. Dopo aver ricevuto la sua laurea in insegnamento, il suo desiderio di avventura e di diventare scrittore lo portarono a recarsi a Tokyo, in Giappone, per insegnare inglese nel 1977.

## Scomparsa
A luglio del 1978, recatosi nella città di Kuala Terengganu, situata nella Malaysia Orientale, durante il viaggio di ritorno dal Giappone verso il Regno Unito, Dewhirst conobbe il canadese Stuart Glass e il neozelandese Kerry Hamill, socio di una piccola bedar malese chiamata Foxy Lady. I tre passò molte settimane o un mese insieme a Kuala Terengganu, e successivamente si recarono a nord verso Bangkok. Per motivi poco chiari, la Foxy Lady finì in acque cambogiane e fu sequestrata, fuori da Koh Tang, da un'imbarcazione della Divisione 164 dell'Armata rivoluzionaria di Kampuchea. Foxy Lady forse era in viaggio verso Bangkok per caricare una fornitura di cannabis. Glass era stato coinvolto in traffico di hashish in precedenza. I precedenti di Dewhirst non sono noti. Il suo amico di Kuala Terengganu sentì Dewhirst parlare di avventure pianificate. Glass, durante il sequestro, venne ucciso a colpi di pistola o tramite affogamento. Dewhirst and Hamill potrebbero essere stati trattenuti per parecchi giorni su un'isola vicina, per essere poi portati al centro S-21.

## L'archivio di S-21
All'inizio del 1979, il Vietnam invase la Kampuchea Democratica e rovesciò il regime di Pol Pot. In questo modo, una volta presa Phnom Penh, liberarono il centro S-21, dove più di 20,000 persone (il numero esatto è ignoto) furono imprigionate, torturate e uccise (o portate ai Killing fields e uccise in quel posto), la maggior parte perché ritenute spie. Le fotografie e le confessioni forzate di nove velisti occidentali dispersi (quattro americani, due australiani, più John Dewhirst e Kerry Hamill) furono trovati nell'archivio del centro. Le confessioni di Dewhirst e Hamill rivelarono che erano stati catturati da un'imbarcazione degli khmer rossi vicino all'isola di Koh Tang la sera del 13 agosto 1978. Stuart Glass, il canadese amico di Dewhirst e Hamill, era stato ucciso a colpi di pistola durante il sequestro della Foxy Lady. Hamill e Dewhirst furono portati entrambi a terra e portati a Phnom Penh. Come gli altri velisti occidentali, essi furono quasi sicuramente torturati. L'entità dei maltrattamenti inflitti non è nota. Dewhirst scrisse parecchie confessioni in cui mescolava eventi veri della sua vita con false storie della sua carriera come agente della CIA che progettava di rovesciare il regime degli khmer rossi. Asserì che suo padre (anche lui un agente) aveva ricevuto una grossa somma di denaro per far entrare suo figlio nella CIA e che il corso al college di Loughborough prevedeva anche la sua formazione come spia. Dewhirst e Hamill firmarono una serie di confessioni tra il 3 settembre e il 13 ottobre 1978. 

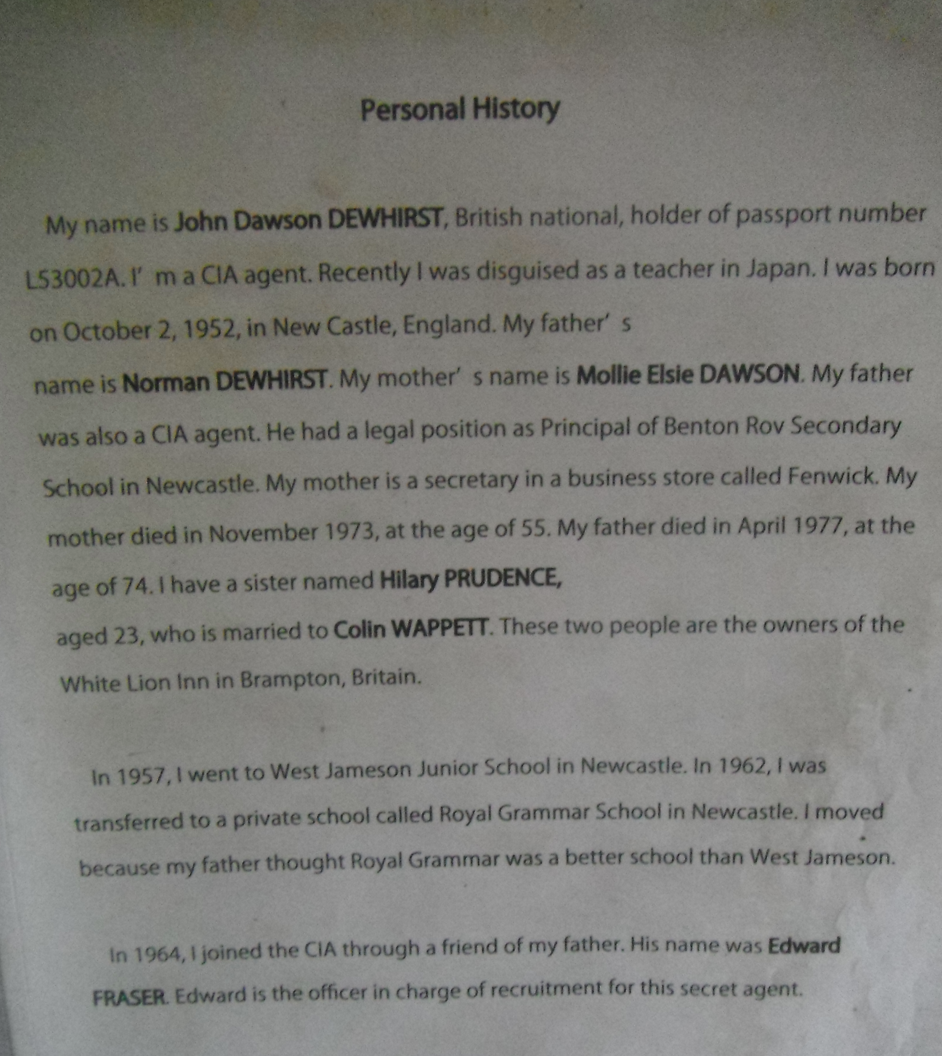
Prima pagina della confessione forzata di John Dawson Dewhirst durante il periodo di tortura nella prigione S-21 a Phnom Penh.

 Il precedente direttore della prigione, Kang Kek Iew (noto anche come "compagno Duch"), disse che si ricordava di lui e che era "molto educato".

## La notizia della sua morte
Le circostanze della morte di Dewhirst e Hamill sono poco chiare. Le loro morti furono divulgate alla fine del 1979 e all'inizio del 1980 dal giornalista di ABC News Jim Laurie e dal fotografo freelance Edward Rasen. Rasen fornì maggiori dettagli, incluse fotografie e porzioni di confessioni nelle storie per la rivista britannica NOW! e per la rivista australiana The Bulletin.
Durante il processo del 2009 del capo di S-21 Kang Kek Iew, un'ex-guardia di S-21 di nome Cheam Sour asserì che uno degli otto velisti occidentali trattenuti in S-21 fu bruciato vivo. Le notizie clamorose che quell'individuo fosse Dewhirst sono prive di fondamento. Come gli altri prigionieri di S-21, Dewhirst potrebbe essere stato ucciso con un colpo alla testa. Kang Kek Iew disse che i suoi superiori gli avrebbero ordinato di bruciare i corpi degli occidentali al fine di distruggere ogni traccia dei loro resti, aggiungendo: "Credo che nessuno avrebbe osato disobbedire ai miei ordini".

## Eventi successivi
Il 10 novembre 2005, in un'intervista, la sorella di Dewhirst, Hilary Dewhirst-Holland disse ai giornalisti che voleva che il caso di suo fratello fosse specificato in dettaglio nelle imputazioni a carico di Kang Kek Iew. Durante il processo a Kang Kek Iew, iniziato nel 2007, Hillary non andò a testimoniare al processo contro Kang Kek Iew. Consegnò invece un biglietto a Rob Hamill, fratello minore di Kerry Hamill, da dare alla corte.
Il 27 agosto 2009, Rob Hamill apparve di fronte alle Aule straordinarie della corte della Cambogia (ECCC) come parte civile nel caso 001, contro Kang Kek Iew. Ad aprile 2011, Hamill chiese di nuovo alla ECCC di costituirsi parte civile nel caso 003 dell'ECCC, riguardante, a quanto pare, il membro degli khmer rossi Meas Mut. In qualità di "segretario" della Divisione 164 della Kampuchea Democratica, comprendente la marina cambogiana, Mut sarebbe responsabile dell'omicidio di Stuart Glass e della cattura degli altri due membri dell'equipaggio della Foxy Lady, Kerry Hamill e John Dewhirst, così come dell'arresto degli altri sei velisti occidentali.